# Clubul Român de Presă

Siglă Clubul Român de Presă

Clubul Român de Presă (CRP) este o organizație neguvernamentală cu personalitate juridică, apolitică, din România, înființată în 1998, cu scopul de a promova interesele cu caracter profesional, economic și legislativ a ziariștilor, editorilor și proprietarilor de presă, față de instituțiile statului de drept, mediul economic și de afaceri din țară și din străinătate.  Prin activitățile desfășurate, CRP își desfășoara activitatea în vederea realizarii unor activitati pentru a promova profesionalismul, valorile morale ale jurnalismului și răspunderea socială a celor care activează în acest domeniu. 
CRP a întocmit primul cod deontologic al ziaristului, din România, acceptarea acestui cod fiind necesară pentru toți membrii care fac parte din această asociație a jurnaliștilor.

## Organizare
În prezent din CRP fac parte 35 de societăți de media, 94 de jurnaliști și 6 companii simpatizante.
Organismul de conducere executivă al CRP este Consiliul de Onoare, format din membri fondatori și membri aleși, are ca responsabilitate definiarea pozițiilor publice ale organizației, prin comunicate de presă, dar și supravegherea activităților asociației.
Ca organizare internă, CRP este împărțit în 2 departamente, Departamentul Proprietarilor și Departamentul Jurnalistilor. Din primul 
departament fac parte reprezentanții societăților de media din România, iar din al doilea departament fac parte reprezentanți ai redacțiilor societăților care fac parte din club și din jurnaliști independenți.